# Anzelm (imię)
Anzelm – imię męskie pochodzenia germańskiego (ans <Azowie> + helm <hełm>, oznacza „strzeżony przez bóstwa”). Imię teoforyczne. W Polsce używane w 1228 r. oraz od XIV w.
Forma żeńska: Anzelma.
W Polsce imię pozostaje imieniem rzadko wybieranym. W styczniu 2024 w rejestrze PESEL było 67 mężczyzn o imieniu Anzelm nadanym jako imię pierwsze oraz 105 mężczyzn z imieniem Anzelm jako drugim.
Anzelm imieniny obchodzi 3 marca, 18 marca i 21 kwietnia.

## W innych językach[7]
- łacina – Anselmus
- język angielski – Anselm
- język czeski  – Anselm
- język duński – Ansam, Anselm
- język fiński – Anselmi, Anssi
- język francuski – Anselme, Anseaume
- język grecki – Anselmos
- język hiszpański – Anselmo
- język litewski – Anzelmas
- język niemiecki – Anselm, Anselmus, Anshelm
- język norweski – Anselm
- język portugalski – Anselmo
- język rosyjski – Ansel'm
- język szwedzki  – Anselm
- język włoski – Anselmo.

## Osoby o imieniu Anzelm
- Anzelm z Canterbury (1033–1109) – filozof, opat, arcybiskup, święty
- Św. Anzelm (?–805) – opat Nonantoli i książę Friuli
- Anzelm z Besate (ok. 1000 – 1070) – filozof średniowieczny, dialektyk
- Św. Anzelm z Lukki (1036–1086) – biskup
- Anselmo da Baggio (?–1073) – papież
- Anzelm (ok. 1210–1278) – pierwszy biskup warmiński
- błogosławiony Anzelm Polanco Fontecha (1881–1939) – męczennik
- Ansel Adams (1902–1984) – fotograf
- Anselmus Boëtius de Boodt (1550–1632) – uczony
- Anzelm Czyż (1910–1958) – polski franciszkanin, filolog, więzień KL Auschwitz
- Ansel Elgort (ur. 1994) – aktor i muzyk
- Anselm Feuerbach (1829–1880) – malarz
- Anzelm Gądek (1884–1969) – sługa Boży
- Anselm Grün (ur. 1945) – pisarz religijny
- Anselm Kiefer (ur. 1945) – malarz i rzeźbiarz
- Anssi Koivuranta (ur. 1988) – skoczek narciarski
- Anselme Payen (1795–1871) – chemik
- Anselmo Guido Pecorari (ur. 1946) – biskup i dyplomata
- Anzelm Polak (?–ok. 1520) – kaznodzieja
- Anselm Strauss (1916–1996) – socjolog
- Anzelm Szteinke (ur. 1939) – teolog i historyk
- Anzelm Weiss (ur. 1940) – teolog i historyk
- Anselmo Vendrechovski Júnior (ur. 1982) – piłkarz